# Suzy (Aisne)
Pour les articles homonymes, voir Suzy.
Suzy est une ancienne commune française, située dans le département de l'Aisne, en région Hauts-de-France.
Elle a fusionné le 1er janvier 2019 avec Cessières pour former la commune nouvelle de Cessières-Suzy dont elle est une commune déléguée.

## Géographie

### Localisation

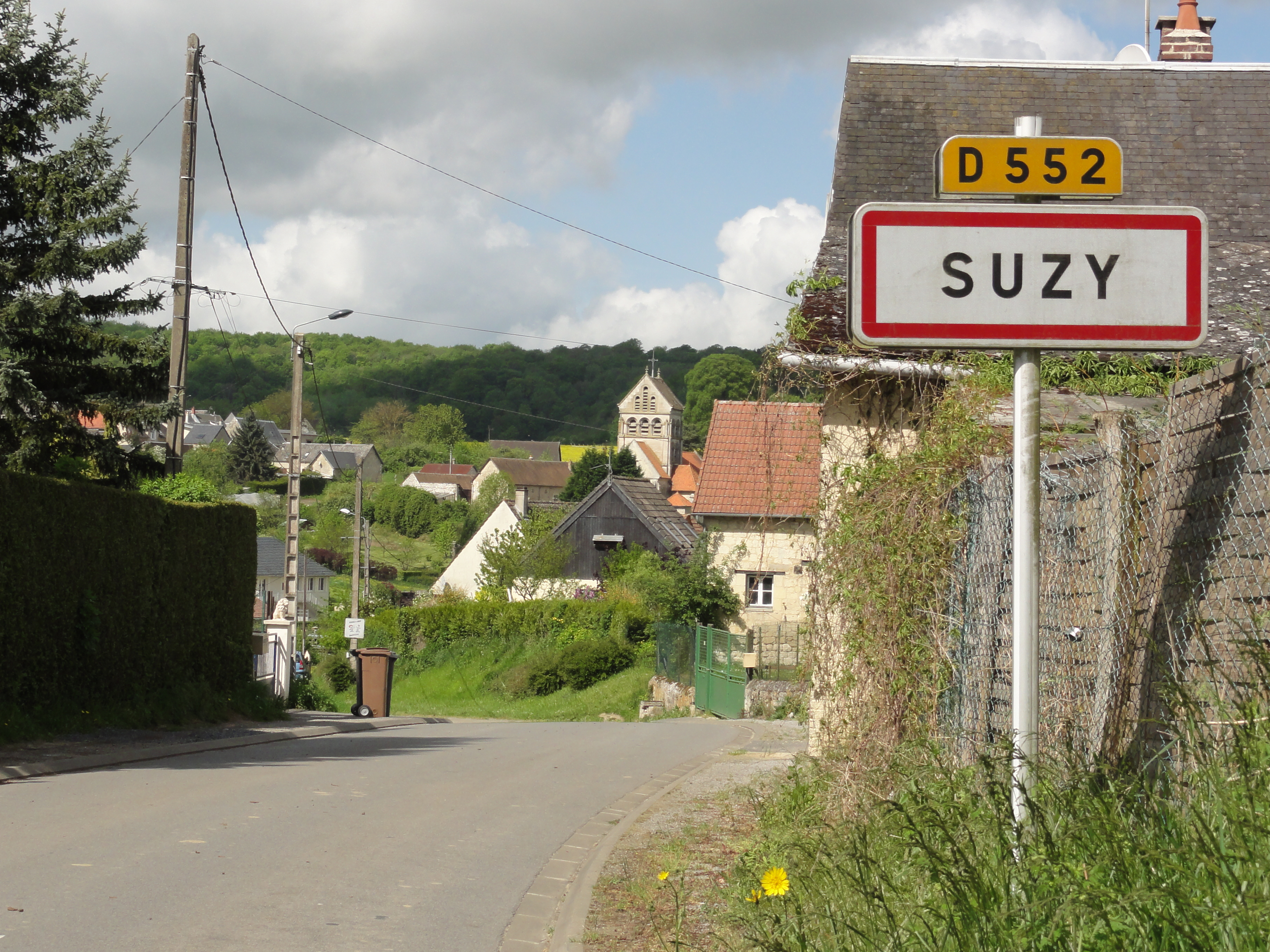
Entrée de Suzy.

Suzy se trouve à peu près à mi-distance entre Coucy-le-Château (à l'ouest) et Laon (à l'est).

### Hydrographie

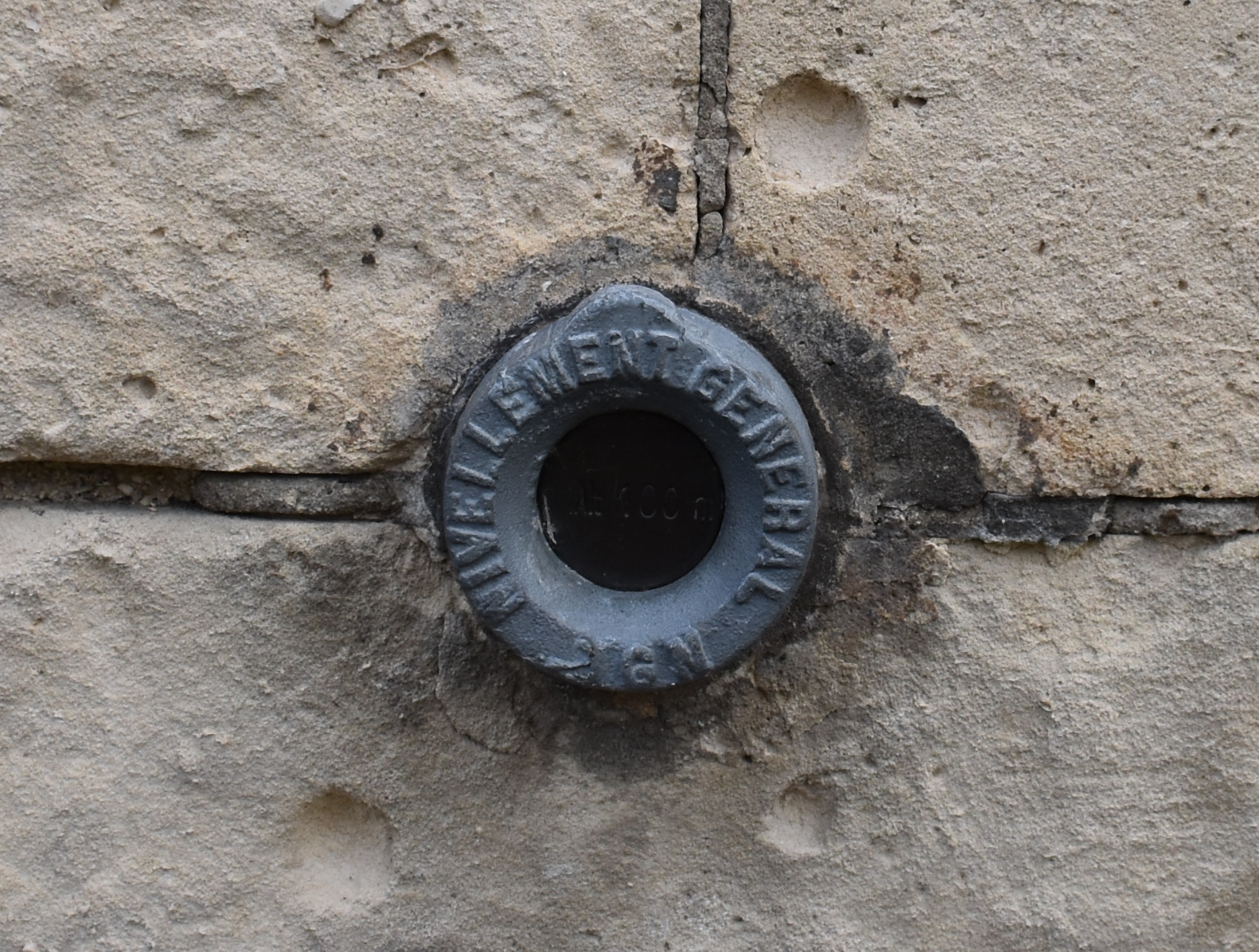
Borne de nivellement sur le mur de l'église. Altitude 100m.

Le village, édifié sur un territoire marécageux, est drainé par un ruisseau  qui se jette dans l'Ailette, affluent de la rive gauche de l'Oise.
On y trouve également des étangs.

## Toponymie
Le nom de la localité est attesté sous les formes Susicum (1136) ; Suisi (1204) ; Suesiacum (1211) ; Territorium de Suisi (1230) ; Suisiacum (1239) ; parrochia de Sancto-Remigio de Suisyaco (1246) ; Suysiacum (1271) ; Suizi (XIIIe siècle) ; Suizy, Suissi (1326) ; Suisy (1333) ; Susi (1387) ; Suisi-en-Laonnois (1476) ; Suysy (1489) ; Suzi (1488) ; Susy (1493) ; Sousy (1497).

Suzy est un mot français provenant du latin sabucus signifiant sureau.

## Histoire
Première Guerre mondiale
Le village est considéré comme détruit à la fin de la guerre et a  été décoré de la Croix de guerre 1914-1918, le 17 octobre 1920.
Fusion de communes
Une première réflexion en vue de la fusion de Cessières, Suzy et Faucoucourt  a eu lieu en 2015, et n'a pas abouti. Elle a été relancée en 2018 entre Cessières et Suzy, destinée notamment à assurer la sauvegarde de l'école, membre d'un regroupement pédagogique intercommunal (RPI) dont la pérennité semblait menacée pour la municipalité de Cessières, mais également afin d'obtenir de meilleurs financements d’État, et, pour Suzy, le souhait de quitter la communauté de communes Picardie des Châteaux.
Cessières et Suzy,  à la demande de leurs conseils municipaux, fusionnent le 1er janvier 2019 dans la commune nouvelle de Cessières-Suzy,.
Suzy en devient alors une commune déléguée.

## Politique et administration

### Rattachements administratifs et électoraux
Suzy se trouve  dans l'arrondissement de Laon du département de l' Aisne. Pour l'élection des députés, elle fait partie depuis 1988 de la première circonscription de l'Aisne.
Il faisait partie depuis 1793 du canton d'Anizy-le-Château. Dans le cadre du redécoupage cantonal de 2014 en France, le village était rattaché au canton de Laon-1 jusqu'à la fusion de 2019.

### Intercommunalité
Suzy était membre de la petite communauté de communes des Vallons d'Anizy, créée fin 1997.
Dans le cadre des dispositions de la loi portant nouvelle organisation territoriale de la République (Loi NOTRe) du 7 août 2015, qui prévoit que les établissements publics de coopération intercommunale (EPCI) à fiscalité propre doivent avoir un minimum de 15 000 habitants (sous réserve de certaines dérogations bénéficiant aux territoires de très faible densité), l'intercommunalité fusionne avec sa voisine, créant le 1er janvier 2017 la communauté de communes Picardie des Châteaux, dont Suzy a été membre jusqu'à la fusion de 2019.
En effet, la commune nouvelle de Cessières-Suzy a fait le choix d'adhérer à la communauté d'agglomération du Pays de Laon, dont était membre Cessières.

### Liste des maires
| Période                                  | Période        | Identité          | Étiquette | Qualité        |
| ---------------------------------------- | -------------- | ----------------- | --------- | -------------- |
| Les données manquantes sont à compléter. |                |                   |           |                |
| avant 1878                               | après 1879     | M. Lemaire        |           |                |
| Les données manquantes sont à compléter. |                |                   |           |                |
| avant 1981                               | ?              | Michel Lebègue    |           |                |
| mars 2001                                | septembre 2010 | Henri Chevalier   |           | Démissionnaire |
| octobre 2010                             | 2014           | Claude Lemai      |           |                |
| 2014                                     | décembre 2018  | Philippe Purnelle | SE        | Retraité       |

### Liste des maires délégués
| Période      | Période                   | Identité          | Étiquette | Qualité                                 |
| ------------ | ------------------------- | ----------------- | --------- | --------------------------------------- |
| janvier 2019 | En cours (au 25 mai 2020) | Philippe Purnelle | SE        | Retraité Réélu pour le mandat 2020-2026 |

## Démographie
L'évolution du nombre d'habitants est connue à travers les recensements de la population effectués dans la commune depuis 1793. Pour les communes de moins de 10 000 habitants, une enquête de recensement portant sur toute la population est réalisée tous les cinq ans, les populations de référence des années intermédiaires étant quant à elles estimées par interpolation ou extrapolation. Pour la commune, le premier recensement exhaustif entrant dans le cadre du nouveau dispositif a été réalisé en 2008.

En 2021, la commune comptait 311 habitants, en évolution de −0,64 % par rapport à 2015 (Aisne : −1,97 %, France hors Mayotte : +2,11 %).
| 1793 | 1800 | 1806 | 1821 | 1831 | 1836 | 1841 | 1846 | 1851 |
| ---- | ---- | ---- | ---- | ---- | ---- | ---- | ---- | ---- |
| 634  | 648  | 546  | 673  | 716  | 702  | 682  | 652  | 636  |

| 1856 | 1861 | 1866 | 1872 | 1876 | 1881 | 1886 | 1891 | 1896 |
| ---- | ---- | ---- | ---- | ---- | ---- | ---- | ---- | ---- |
| 563  | 520  | 506  | 467  | 423  | 371  | 367  | 322  | 310  |

| 1901 | 1906 | 1911 | 1921 | 1926 | 1931 | 1936 | 1946 | 1954 |
| ---- | ---- | ---- | ---- | ---- | ---- | ---- | ---- | ---- |
| 288  | 267  | 248  | 159  | 270  | 204  | 209  | 209  | 200  |

| 1962 | 1968 | 1975 | 1982 | 1990 | 1999 | 2006 | 2008 | 2013 |
| ---- | ---- | ---- | ---- | ---- | ---- | ---- | ---- | ---- |
| 216  | 252  | 242  | 260  | 291  | 270  | 292  | 298  | 309  |

| 2018 | 2021 | - | - | - | - | - | - | - |
| ---- | ---- | - | - | - | - | - | - | - |
| 332  | 311  | - | - | - | - | - | - | - |

## Culture locale et patrimoine

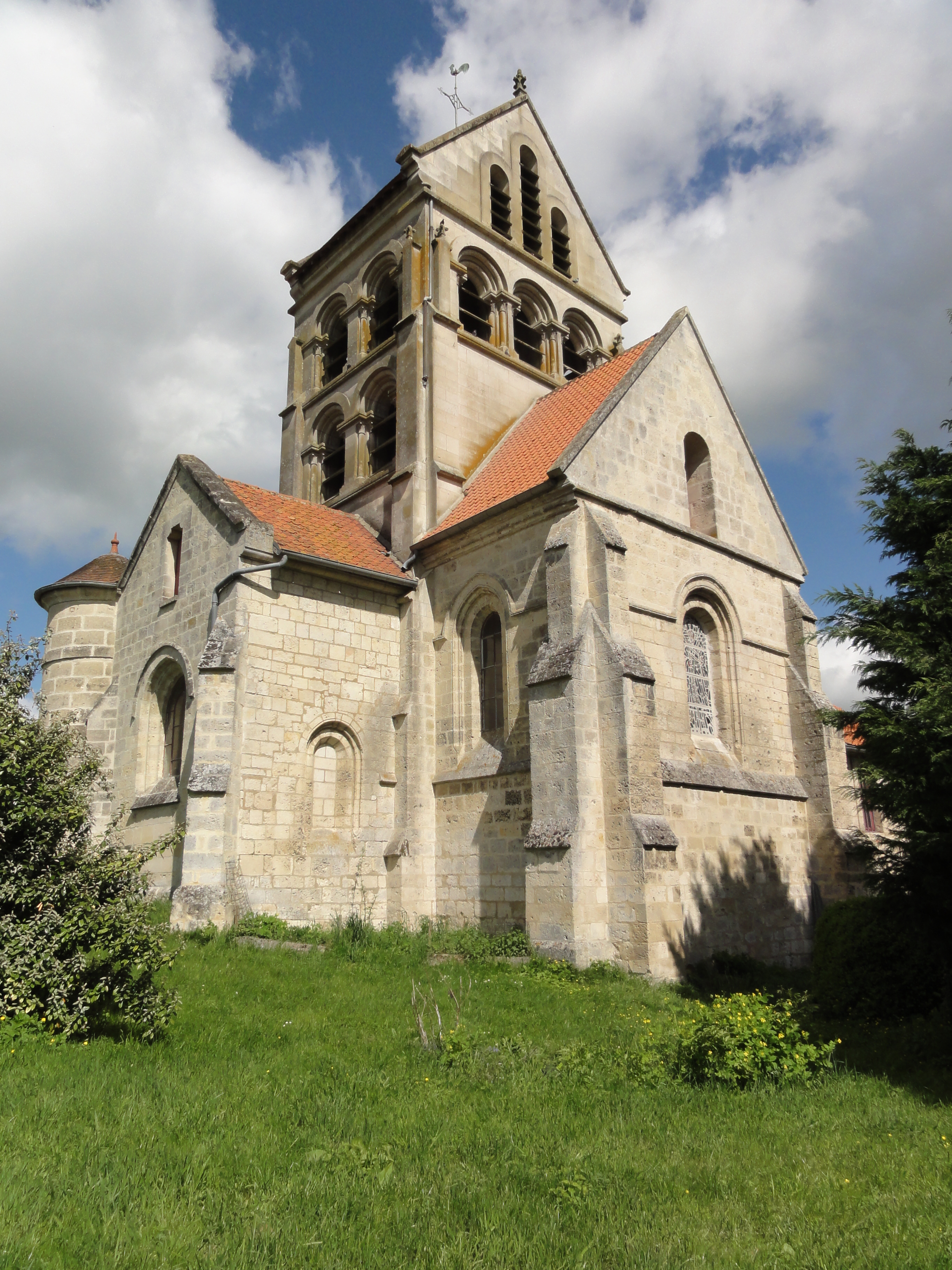
Église Saint-Rémi.

### Lieux et monuments
- Église Saint-Rémi de Suzy. La dalle funéraire de Charles de Ronty, seigneur de Suzy et de sa femme, Jacqueline de La Chapelle Ranson, s'y trouve[17].
- Monument aux morts.
- Lavoir.

### Héraldique
| Blason de Suzy | Blason  | D'azur à la bande cousue de gueules* chargée de trois besants d'or et accompagnée de deux hures de sanglier de sable*, celle du chef contournée.                                                          |
| Blason de Suzy | Détails | * Il y a là non-respect de la règle de contrariété des couleurs : ces armes sont fautives. Blason officiel. Commune déléguée intégrée à la commune nouvelle de Cessières-Suzy depuis le 1er janvier 2019. |